# Vence (rivière)
Pour les articles homonymes, voir Vence (homonymie).
La Vence est une rivière française du département des Ardennes, en ancienne région Champagne-Ardenne donc en nouvelle région Grand-Est, affluent gauche de la Meuse.

## Hydronymie
Le nom de la rivière Vence vient de « auantia » qui veut dire « rivière » en langue gauloise (forme de transition « Avancia »).

### Toponymes
La Vence a donné son nom aux quatre communes suivantes : Launois-sur-Vence, Montigny-sur-Vence, Guignicourt-sur-Vence et Saint-Pierre-sur-Vence, ainsi qu'à Champigneul-sur-Vence qui n'est pas traversé par cette rivière.

## Géographie
La Vence naît au sud-est de Dommery, à 213 m d'altitude, entre les lieux-dits les Béguines et Fort Mahon, à l'est de la forêt de Signy. Elle s'appelle aussi dans cette partie haute le ruisseau du Pont de la Glaye du Chat. 
Elle coule d'abord en direction de l'est puis du nord-est vers la Meuse qu'elle rejoint à Charleville-Mézières, à 149 m d'altitude, après un parcours de 32,6 km.

### Communes et cantons traversés
Dans le seul département des Ardennes, la Vence traverse les quatorze communes suivantes, de l'amont vers l'aval, de Dommery (source), Launois-sur-Vence, Jandun, Raillicourt, Montigny-sur-Vence, Poix-Terron, Touligny, Guignicourt-sur-Vence, Yvernaumont, Boulzicourt, Saint-Pierre-sur-Vence, Saint-Marceau, La Francheville et Charleville-Mézières (confluence). 
Soit en termes de cantons, la Vence prend source dans le canton de Signy-l'Abbaye, traverse le canton de Nouvion-sur-Meuse, conflue dans le canton de Charleville-Mézières-4, le tout dans l'arrondissement de Charleville-Mézières.

### Bassin versant
La Vence traverse trois zones hydrographiques B530, B531 et B532 pour une superficie totale de 132 km2. Ce bassin versant est constitué à 67,64 % de « territoires agricoles », à 26,35 % de « forêts et milieux semi-naturels », à 5,63 % de « territoires artificialisés ». 

### Organisme gestionnaire
EPAMA (Etablissement Public d'Aménagement de la Meuse et de ses Affluents)

## Affluents
La Vence a onze tronçons affluents référencés :
- le ruisseau de la Truie (rd), 1,8 km sur la seule commune de Launois-sur-Vence.
- le ruisseau d'Hameuzy (rd), 3,2 km sur les deux communes de Viel-Saint-Remy et Launois-sur-Vence, avec un affluent et de rang de Strahler trois.
- le ruisseau de Jandun (rg), 3,1 km sur la seule commune de Jandun.
- le ruisseau de la Noue Hamier (rd), 2,8 km sur les deux communes de Jandun (confluence) et Villers-le-Tourneur (source).
- le ruisseau de Barbileuse (rg), 2 km sur les deux communes de Raillicourt (confluence) et Barbaise (source).
- le ravin de Terron ou ruisseau de la Planchette (rd), 5,3 km sur la seule commune de Poix-Terron.
- le ruisseau de Franc-Lieu ou ruisseau de Mérale (rg), 4,6 km sur la seule commune de Guignicourt-sur-Vence.
- le ruisseau de Damru (rd), 1,8 km sur les deux communes de Boulzicourt (confluence) et Saint-Marceau (source).
- le ruisseau de la Suette (rd), 1,5 km sur les trois communes de La Francheville, Saint-Marceau, Les Ayvelles.
- le ruisseau de Cléfay (rg), 3,1 km sur les deux communes de La Francheville (confluence) et Champigneul-sur-Vence (source).
- le ruisseau du Relais (rd), 2,6 km sur la seule commune de Charleville-Mézières.

Donc son rang de Strahler est de quatre.

## Hydrologie

### La Vence à la Francheville
Le débit de la Vence a été observé durant une période de 41 ans (1968-2008), à La Francheville, localité du département des Ardennes située peu avant son confluent avec la Meuse. La surface ainsi étudiée est de 124 km2, soit la presque totalité du bassin versant de la rivière qui se monte à 132 km2.
Le module de la rivière à La Francheville est de 2,19 m3/s.
La Vence présente des fluctuations saisonnières de débit bien marquées, comme très souvent dans le bassin de la Meuse. Les hautes eaux se déroulent en hiver et se caractérisent par des débits mensuels moyens allant de 3,32 à 4,08 m3/s, de décembre à mars inclus (avec un maximum très net en février). À partir du mois de mars, le débit baisse progressivement tout au long du printemps, jusqu'aux basses eaux d'été qui ont lieu de juillet à septembre inclus, entraînant une  baisse du débit mensuel moyen jusqu'au plancher de 0,75 m3/s au mois de septembre. Mais ces moyennes mensuelles ne sont que des moyennes et occultent des fluctuations plus prononcées sur de courtes périodes ou selon les années.

### Étiage ou basses eaux
Aux étiages, le VCN3 peut chuter jusque 0,320 m3/s (320 litres par seconde), ce qui ne peut être qualifié de sévère.

### Crues
Les crues peuvent être importantes, compte tenu de l'exiguïté du bassin versant. Les QIX 2 et QIX 5 valent respectivement 24 et 31 m3/s. Le QIX 10 est de 36 m3/s, le QIX 20 de 40 m3/s, tandis que le QIX 50 se monte à 46 m3/s.
Le débit instantané maximal enregistré à La Francheville a été de 57,1 m3/s le 12 janvier 1993, tandis que la valeur journalière maximale était de 38,9 m3/s le même jour. Si l'on compare la première de ces valeurs à l'échelle des QIX de la rivière, l'on constate que cette crue était supérieure au volume de la crue cinquantennale définie par le QIX 50, et donc très exceptionnelle.

### Lame d'eau et débit spécifique
La Vence est une rivière abondante. La lame d'eau écoulée dans son bassin versant est de 558 millimètres annuellement, ce qui est largement supérieur à la moyenne d'ensemble de la France tous bassins confondus (320 millimètres par an), mais tout à fait normal comparé aux divers cours d'eau du bassin de la Meuse, généralement très abondants. C'est de plus nettement supérieur à la moyenne du bassin français de la Meuse (450 millimètres par an à Chooz). Le débit spécifique (ou Qsp) atteint, de ce fait, le chiffre fort solide de 17,6 litres par seconde et par kilomètre carré de bassin.

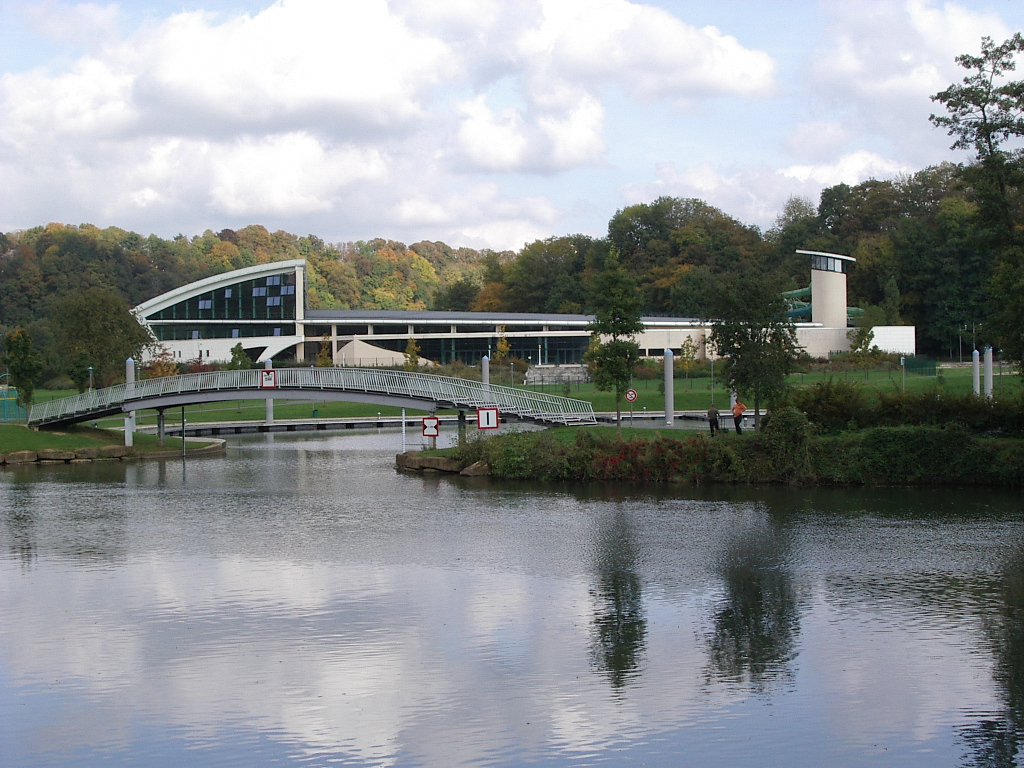
Le centre aquatique de Charleville-Mézières.

## Patrimoine - Curiosités - Tourisme
- Launois-sur-Vence et son relais de poste à cheval du XVIIe siècle, encore intact aujourd'hui.
- Raillicourt et son église fortifiée du XIIIe siècle avec bretèche.
- Montigny-sur-Vence et son château des XVIe et XVIIe siècles.
- Poix-Terron et son église romane.
- Guignicourt-sur-Vence, ses bois, son arboretum, son église et son château du début du XVIIIe siècle doté d'un superbe parc.
- Champigneul-sur-Vence et son église des XIIIe et XVIIe siècles.
- Charleville-Mézières, sa basilique gothique Notre-Dame et sa place Ducale, petite sœur de la place des Vosges de Paris, créée en 1606.